# إليزابيث ماكغراث
إليزابيث ماكغراث (بالإنجليزية: Elizabeth McGrath)‏ هي مغنية أمريكية، ولدت في 1971.